# 2010年冬季残疾人奥林匹克运动会挪威代表团
2010年冬季残疾人奥林匹克运动会挪威代表团是挪威派出的2010年冬季残疾人奥林匹克运动会代表团。获得1枚金牌、3枚银牌和2枚铜牌。